# I Ain't Got Nothin' but the Blues
I Ain't Got Nothin' but the Blues est une chanson de jazz composée en 1937 par le pianiste, compositeur et chef d'orchestre de jazz américain Duke Ellington, avec des paroles écrites par Don George.
La chanson est devenue un standard de jazz et a été reprise par de grands noms du jazz comme Ella Fitzgerald et Sarah Vaughan.

## Versions notables
- Duke Ellington and His Famous Orchestra (chant : Al Hibbler) - enregistré à New York le 1er décembre 1944 (pubié par le label RCA Records sous la référence 20-1623B)[2]

- Ella Fitzgerald - Ella Fitzgerald Sings the Duke Ellington Song Book (1957)[1]

- Dinah Shore - repris sur l'album Dinah Sings Some Blues with Red (1960)[3]

- Ella Fitzgerald et Joe Pass - Fitzgerald & Pass... Again (1976)[4]

- Sarah Vaughan - The Duke Ellington Songbook, Vol. 2 (1979)[5]

- Robben Ford - Talk to Your Daughter (1988)[6]

- Roseanna Vitro - Softly (1993)[7]

- Karrin Allyson – Daydream (1997)

- E.G. Kight - Takin' It Easy (2004)[8]

- Anaïs Reno - disque compact Lovesome Thing publié en 2021 sur le label Harbinger Records sous la référence HCD 3701[9],[10],[11],[12],[13],[14]

Quelques interprètes de la chanson I Ain't Got Nothin' but the Blues
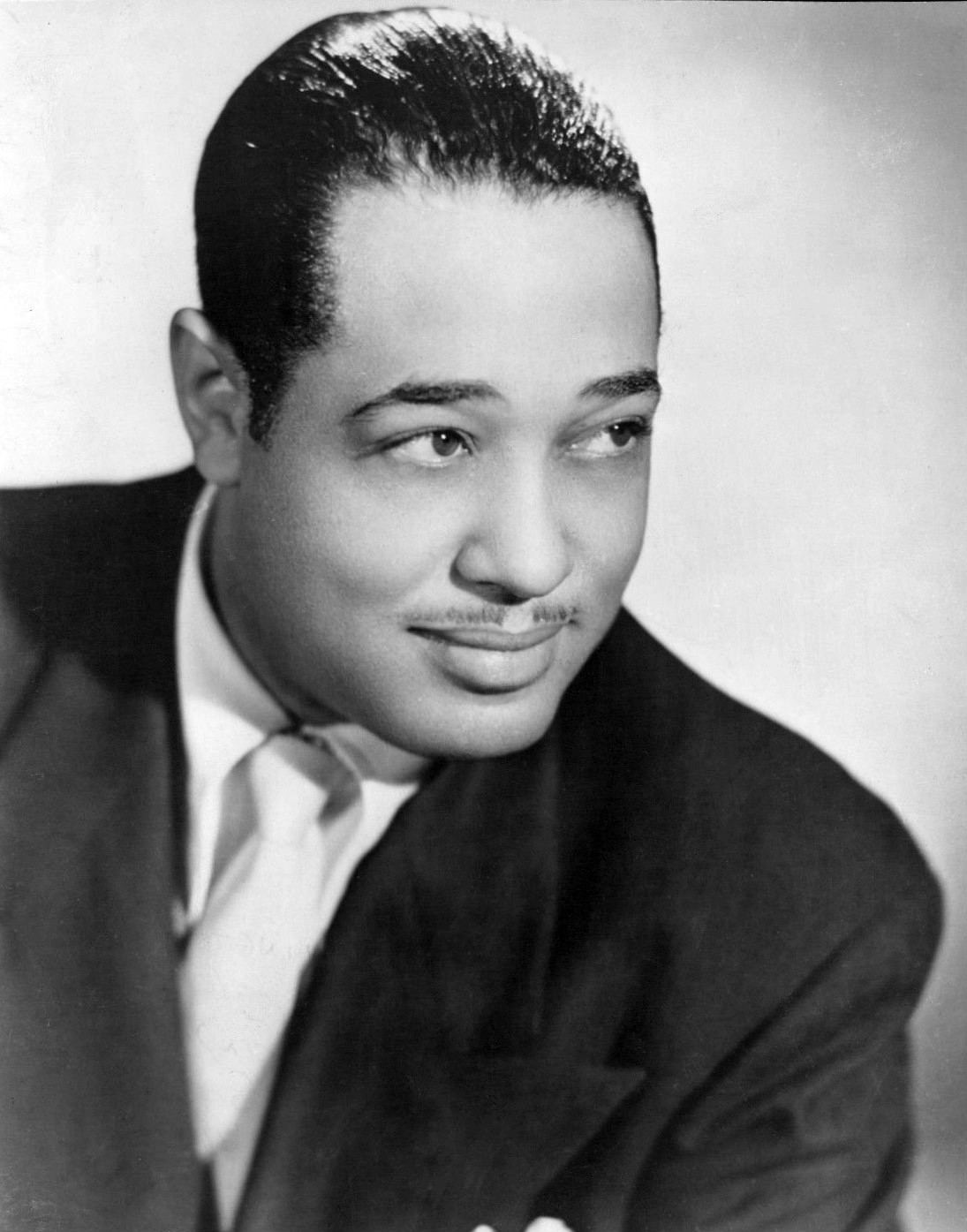
Duke Ellington.
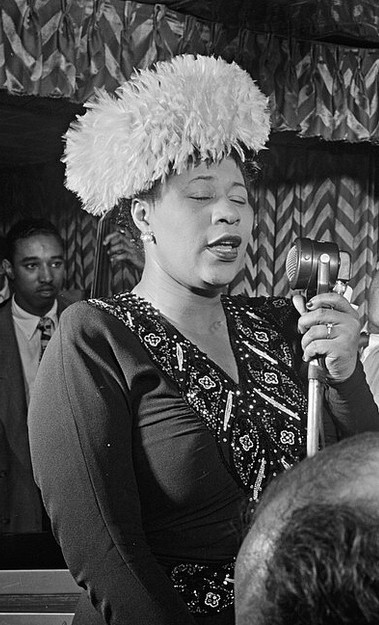
Ella Fitzgerald.
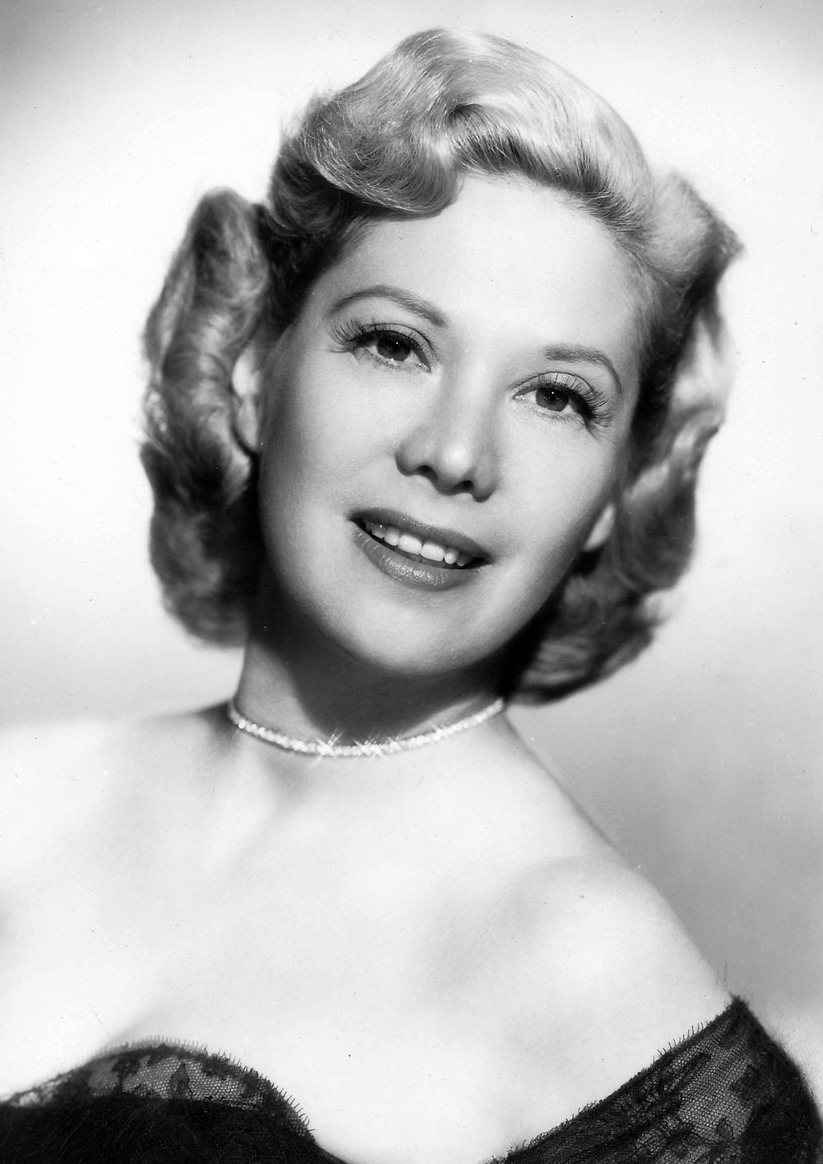
Dinah Shore.
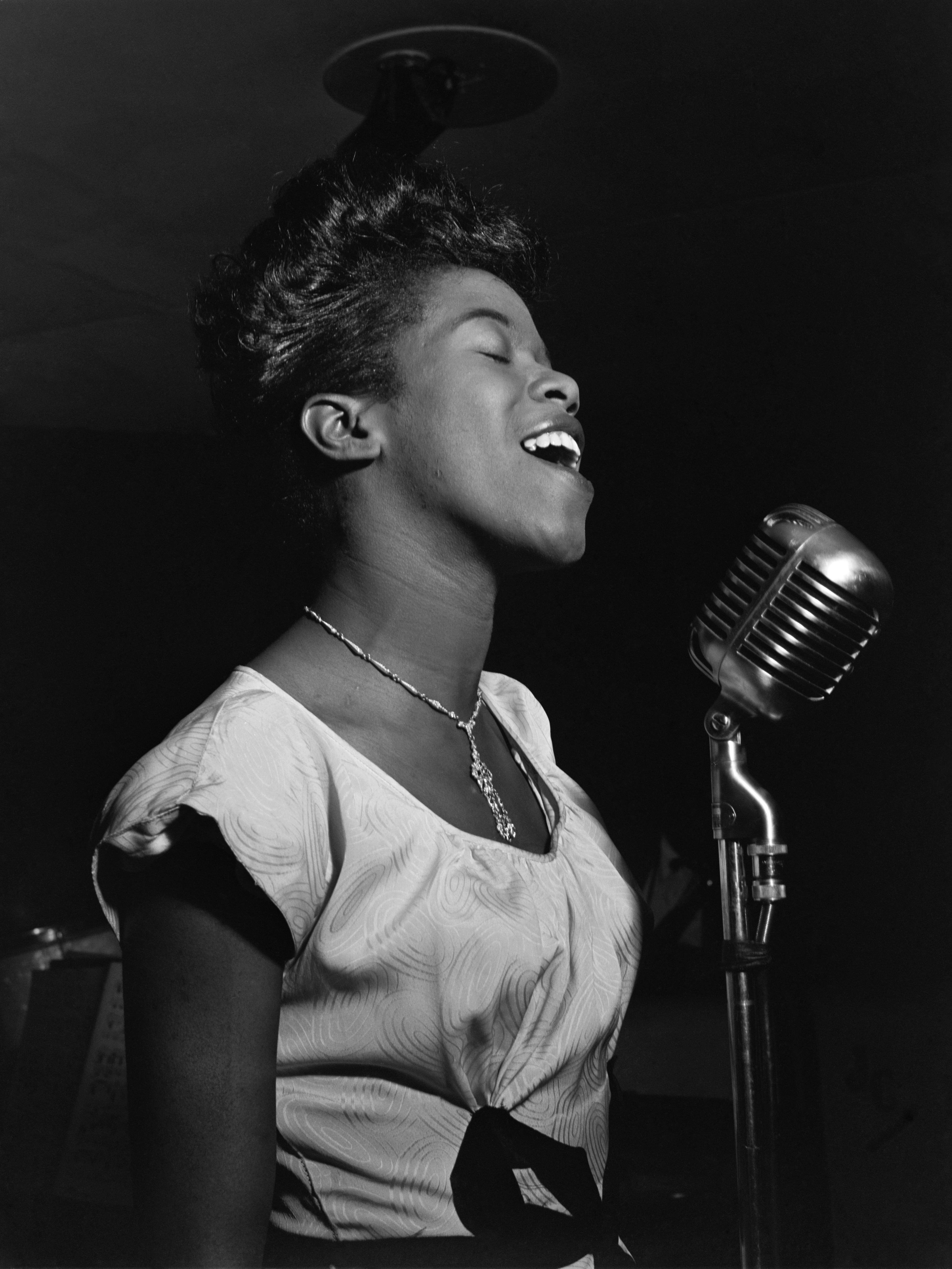
Sarah Vaughan.